# Villaquirán de los Infantes (kommunhuvudort)
Villaquirán de los Infantes är en kommunhuvudort i Spanien.   Den ligger i provinsen Provincia de Burgos och regionen Kastilien och Leon, i den norra delen av landet, 200 km norr om huvudstaden Madrid. Villaquirán de los Infantes ligger 813 meter över havet och antalet invånare är 175.
Terrängen runt Villaquirán de los Infantes är huvudsakligen platt, men åt nordost är den kuperad. Runt Villaquirán de los Infantes är det mycket glesbefolkat, med 7 invånare per kvadratkilometer. Närmaste större samhälle är Estépar, 10,5 km nordost om Villaquirán de los Infantes. Trakten runt Villaquirán de los Infantes består till största delen av jordbruksmark.